# Sven Blomberg
Sven Harry Blomberg, född 4 februari 1920 i Helsingfors i Finland, död 21 juni 2003 i Katarina församling i Stockholm, var en svensk målare och grafiker.
Sven Blomberg var utbildad vid Birmingham Art School och Salde & Ruskin School i Oxford. Han arbetade med grafik och måleri och utförde landskap och figurkompositioner. Han finns bland annat representerad vid Contemporary Art Society i London och i Eskilstuna konstmuseum.
Blomberg var 1961–1983 gift med Romaine Blomberg (född 1921) och fick en dotter. Han kom till Sverige på 1970-talet och sammanlevde i Stockholm med skådespelaren Anita Berger (född 1939) och fick en son och en dotter. Han är begravd på Katarina kyrkogård i Stockholm.